# Rama (Bible)
Pour les articles homonymes, voir Rama.
Rama (Raama) ou Raema (en hébreu ְרַעְמָה) est un patriarche cité dans le Livre de la Genèse (Gn. 10,7) dans un unique verset. On ne lui connaît donc que sa généalogie.
Fils de Koush, le premier-né de Cham, et frère de Nimrod, Rama et ses deux fils, Sheba et Dedân, fondèrent trois des 70 familles postdiluviennes (Gn 10,6-8 ; 1Ch 1,9). Des siècles plus tard, les descendants des tribus de Raama, de Dedân et de Sheba commerçaient tous avec Tyr (Ézéchiel 27,20-22). 
On ne sait pas avec certitude où résidait la tribu issue de Raama, mais c’était probablement à Raama, ville près de  Maʽîn, dans le Sud-Ouest de l’Arabie (Yémen).

### Articles liés
- Liste des personnages de la Bible
- Table des peuples